# Rafael Paasio
Kustaa Rafael Paasio (ur. 6 czerwca 1903 w Uskeli, zm. 17 marca 1980 w Turku) – fiński polityk, parlamentarzysta i minister, przewodniczący Eduskunty, dwukrotny premier (1966–1968 i 1972).

## Życiorys
Od młodości działał w organizacjach socjalistycznych i robotniczych, pracował też w związkach zawodowych. Zaangażował się w działalność polityczną w ramach Partii Socjaldemokratycznej, był redaktorem naczelnym jej periodyku „Turun Päivälehti”. Od 1945 wchodził w skład rady miejskiej w Turku. W 1948 został deputowanym do parlamentu, w fińskim parlamencie zasiadał do 1975. Między 1949 a 1965 z krótkim przerwami przewodniczył parlamentarnej komisji spraw zagranicznych. W 1966 oraz w latach 1969–1972 stał na czele Eduskunty.
W latach 1963–1975 pełnił funkcję przewodniczącego swojego ugrupowania. Opowiadał się za bardziej lewicową i ugodową wobec ZSRR polityką niż jego poprzednik Väinö Tanner. W 1951 oraz od 1958 do 1959 sprawował urząd ministra spraw społecznych. Od maja 1966 do marca 1968 oraz od lutego do września 1972 zajmował stanowisko premiera.
Był ojcem polityka Perttiego Paasia.